# Александерплац
Александерплац је велики јавни трг и саобраћајно чвориште у централном округу Мите у Берлину. Трг је добио име по руском цару Александру I, а такође означава и веће насеље које се протеже од Молштрасе (Mollstraße) на североистоку до Шпандауер штрасе (Spandauer Straße) и Црвене градске скупштине (Rotes Rathaus) на југозападу.
Александерплац је међу најпосећенијим областима Берлина. То је популарна полазна тачка за туристе, са многим атракцијама укључујући ТВ торањ, Николајев кварт и Црвену градску скупштину која се налази у близини. Александерплац је поред тога и једна од главних комерцијалних зона Берлина, где се налазе различити тржни центри, робне куће и друге велике малопродајне локације.

## Историја

### Рана историја до 18. века
На месту данашњег Александерплаца стајала је болница од 13. века. Болница која се звала Heiliger Georg (Св. Ђорђе) дала је име оближњој капији Берлинског градског зида. Изван градских зидина, ово подручје је било углавном неразвијено све до око 1400. године, када су први досељеници почели да граде колибе са сламом. Пошто су се вешала налазила у близини, област је добила надимак Teufels Lustgarten (Ђавоља башта задовољства).
Ђорђева капија постала је најважнија берлинска градска капија током 16. века, као главна улазна тачка за робу која је стизала путевима северно и североисточно од града и из великих ханзеатских градова на Балтичком мору.
После Тридесетогодишњег рата, градски зид је ојачан. Од 1658. до 1683. године изграђена је градска тврђава према плановима мајстора градитељства из Линца Јохана Грегора Мемхарта. Нова тврђава је садржавала 13 бастиона повезаних бедемима, а претходио јој је јарак ширине до 50 м.
У граду је 1681. забрањена трговина стоком и тов свиња. Фридрих Вилхелм, Велики изборник, доделио је јефтиније парцеле земље, одустајући од основне камате, у области испред Ђорђеве капије. Насеља су брзо расла и на тргу испред Капије успостављена је недељна сточна пијаца.
Подручје се развило у предграђе које је наставило да цвета до краја 17. века. За разлику од југозападних предграђа која су била строго и геометријски планирана, предграђа на североистоку грађена су без плана. Упркос забрани градње уведеној 1691. године, до 1700. године у тој области је постојало више од 600 кућа.
У то време, Ђорђева капија је била правоугаона капија са торњем. Поред куле је стајала преостала кула од првобитних средњовековних градских зидина. Горњи спратови капије служили су као градски затвор. Покретни мост је прелазио преко рова, а капија је закључавана ноћу од стране гарнизона помоћу тешких храстових дасака.
До краја 17. века у овом крају је живело 600 до 700 породица. Међу њима су били месари, сточари, пастири и произвођачи млека. Ђорђева капела је надограђена уз цркву и добила је свог проповедника.

### Трг Краљева капија (1701–1805)
После крунисања 6. маја 1701. пруски краљ Фридрих I ушао је у Берлин кроз Ђорђеву капију. То је довело до тога да је капија преименована у Краљева капија, а околина је постала позната у званичним документима као Трг Краљеве капије, а предграђе је преименовано у Краљевско предграђе.
До краја 18. века, основна структура Краљевског предграђа се развијала. Састојала се од блокова зграда неправилног облика који су пролазили дуж историјских путева који су некада носили робу у разним правцима кроз капију. У то време, област је садржавала велике фабрике (свиле и вуне), и радна кућа основана је 1758. за просјаке и бескућнике, где су затвореници радили на покретној траци на људски погон да би окретали млин.
Убрзо су војни објекти завладали овим подручјем, као што је војни парадни полигон 1799–1800. који је дизајнирао Давид Гили. У том тренутку, становници трга били су углавном занатлије, пензионисани војници и мануфактурни радници. Јужни део каснијег Александерплаца је дрвећем одвојен од саобраћаја и служио је за параде, док је северна половина остала пијаца. Почев од средине 18. века, најзначајнија пијаца вуне у Немачкој одржавала се на Александерплацу.
Између 1752. и 1755. године писац Готхолд Ефраим Лесинг живео у кући на Александерплацу. Године 1771. изграђен је нови камени мост саграђен изнад рова, а 1777. низ продавница испод колонада саградио је архитекта Карл фон Гонтард. Између 1783. и 1784.  Георг Кристијан Унгер је око трга подигао седам троспратних зграда, укључујући чувену Гостионицу код јелена.

### Александерплац (1805–1900)
25. октобра 1805. године руски цар Александар I дочекан је у граду на парадном полигону испред старе Краљеве капије. Поводом овог догађаја, 2. новембра, краљ Фридрих Вилхелм III наредио је да се трг преименује у Александерплац.
На југоистоку трга, зграде фабрике сукна претворене су у Краљевско градско позориште. Камен темељац положен је 31. августа 1823. године, а церемонија отварања одржана је 4. августа 1824. године. Посета је била слаба, због чега је позориште затворено 3. јуна 1851. Након тога зграда је коришћена за складиште вуне, затим као стамбена зграда и на крају као гостионица до рушења зграде 1932. године.
Током ових година Александерплац је био насељен рибарским женама, водоношама, продавцима песка, просјацима, оштрачима ножева и надничарима.
Због своје важности као транспортног чворишта, аутобуси са коњском вучом саобраћали су сваких 15 минута између Александерплаца и Потсдамер плаца 1847.
Током мартовске револуције 1848. године, на улицама је дошлодо великих уличних борби, и револуционари су користили барикаде да блокирају пут од Александерплаца ка граду.
Романописац и песник Теодор Фонтане, који је радио у близини у оближњој апотеци, учествовао је у изградњи барикада и касније описао како је користио материјал из Краљевског позоришта за барикадирање Нове Краљевске улице.
Почетком 1870-их, берлинска администрација је одобрила да се напуни некадашњи јарак за изградњу берлинске градске железнице, која је отворена 1882. заједно са железничком станицом Александерплац.
1883–1884. изграђен је хотел Гранд, неоренесансна зграда са 185 соба и продавницама у приземљу. Од 1886. до 1890.  је саградио полицијски штаб, огромну зграду од цигала чији је торањ на северном углу доминирао зградом. 1890. окружни суд на тргу  је такође установљен.
Године 1886, локалне власти су изградиле централну пијацу западно од железничке пруге, која је заменила недељну пијацу на тргу 1896. године. Крајем 19. века, настајући приватни саобраћај и прве линије коњских аутобуса доминирали су северним делом трга, јужни део (бивши парадни полигон) остао је са зеленим површинама од 1889. године. Северозападно од трга налазила се друга, мања зелена површина на којој је 1895. године подигнута бакарна статуа Беролине вајара Емила Хундрајзера.

### Између царства и нацистичке ере (1900–1940)
Почетком 20. века Александерплац је доживео свој врхунац. 1901. Ернст фон Волцоген је основао први немачки кабаре у улици Александер бр 40.
Трговци Херман Тиц, Георг Вертхајм и Хан отворили су велике робне куће на Александерплацу: Тиц (1904–1911), Вертхајм (1910–1911) и Хан (1911). Робна кућа Тиц је прошла више фаза изградње и 1911. имала је комерцијални простор од 7.300 м² и најдужу фасаду робне куће на свету од 250 м дужине. За изградњу робне куће Вертхајм уклоњене су краљевске колонаде 1910. и сада се налазе у парку Хајнрих фон Клајст у Шенебергу.
У октобру 1908.  је отворена "Кућа учитеља" (Haus des Lehrers) у Александер улици 41. Зграда је припадала „Удружењу учитеља“, које је изнајмило простор у приземљу зграде за посластичарницу и ресторан како би прикупило средства за удружење. У згради је била смештена учитељска библиотека која је преживела два светска рата, а данас је интегрисана у библиотеку за образовна историјска истраживања. У задњем делу имања налазила се управна зграда удружења, хотел за чланове и изложбена сала. Значајни догађаји који су се десили у сали укључују сахрану Карла Либкнехта и Розе Луксембург 2. фебруара 1919. и Конгрес Партије уједињења Комунистичке партије и УСПД 4. децембра 1920.
Положај Александерплаца као главног транспортног и саобраћајног чворишта наставио је да подстиче његов развој. Поред три подземне линије берлинског метроа, дуж лукова вијадукта плаца саобраћали су међуградска и берлинска приградска железница. Омнибуси, које су вукли коњи од 1877. а после 1898. и трамваји на електрични погон, полазили су са Александерплаца на све стране у облику звезде.
Златних двадесетих, Александерплац је био оличење живог, пулсирајућег космополитског града Берлина, којем је у граду ривал био само Потсдамер плац. Многе зграде и железнички мостови који окружују плац носили су велике билборде који су осветљавали ноћ. Берлинска компанија за производњу цигарета Маноли имала је у то време чувени билборд који је садржао прстен од неонских цеви које су непрестано кружиле око црне лопте. Писац Алфред Деблин назвао свој роман према тргу, а  Валтер Рутман је снимио делове свог филма Berlin: Die Sinfonie der Großstadt из 1927. на Александерплацу.

### Уништење Александерплаца (1940–1945)
Једно од највећих берлинских склоништа за ваздушне нападе током Другог светског рата налазило се испод Александерплаца. Изграђено је између 1941. и 1943.
Статуа Беролине је већ била уклоњена 1944. и вероватно је претопљена за употребу у производњи оружја. Током битке за Берлин, артиљерија Црвене армије бомбардовала је подручје око трга. Битке последњих дана рата уништиле су значајне делове историјског Краљевског града, као и многе зграде око плаца.
Вермахт се укопао у тунеле подземног система. Неколико сати пре него што су борбе завршене у Берлину 2. маја 1945. године, трупе СС-а детонирале су експлозив унутар железничког тунела испод канала Ландвер да успоре напредовање Црвене армије ка центру Берлина. Потопљен је цео тунел, као и велики делови мреже метроа. Многи од оних који су тражили склониште у тунелима су убијени. Од тадашњих 63,3 км тунела метроа, око 19,8 км били су поплављени са више од милион кубних метара воде.

### Рушење и обнова (1945–1964)
Грађевина која је срушена после Другог светског рата била је „Роте Бург“, зграда од црвене цигле са округлим луковима, која се раније користила као седиште полиције и Гестапоа. Огроман грађевински пројекат почео је 1886. године, а завршен је 1890. године; била је то једна од највећих берлинских зграда. „Дворац“ је претрпео велика оштећења током 1944-1945, а срушен је 1957. Локација на југозападном углу Александерплаца остала је углавном неискоришћена као паркинг све до отварања тржног центра Алекса 2007. године.
Планирање реконструкције послератног Берлина дало је приоритет наменском простору за смештај брзо растућег моторног саобраћаја у градским саобраћајницама. Ова идеја о саобраћајно оријентисаном граду већ је била заснована на разматрањима и плановима Лудвига Хилберсајмера и Ле Корбизјеа из 1930-их година.

### Источна Немачка
Александерплац је неколико пута у својој историји био подвргнут реконструкцији, последњи пут током 1960-их, када је претворен у пешачку зону и проширен у склопу преуређења центра града од стране Немачке Демократске Републике. Окружен је са неколико значајних грађевина укључујући ТВ торањ.
Током мирне револуције, демонстрације на Александерплацу 4. новембра 1989. биле су највеће демонстрације у историји Немачке Демократске Републике. Протести су почели 15. октобра и достигли врхунац 4. новембра са око 200.000 учесника који су позвали владу владајуће Социјалистичке партије Немачке да се повуче и захтевали слободну штампу, отварање граница и њихово право на путовање. Протести су настављени и кулминирали су неочекиваним падом Берлинског зида 9. новембра 1989.

### Након поновног уједињења Немачке (1989.)
Од поновног уједињења Немачке, Александерплац је прошао постепени процес промене са реновирањем многих околних зграда. Након политичког преокрета након пада Берлинског зида, социјалистичко урбанистичко планирање и архитектура 1970-их више нису одговарали садашњим идејама трга у центру града. Инвеститори су захтевали сигурност планирања за своје грађевинске пројекте. Након почетних разговора са јавношћу, брзо се појавио циљ да се на тргу врате у функцију трамвајске мреже за боље везе са околним градским четвртима.
Године 1993. објављен је главни план за велику обнову укључујући изградњу неколико облакодера.
1995. завршено је реновирање плаца. 1998. први трамвај се вратио на Александерплац.

### 21. век
Сенат је 2. априла 2000. коначно утврдио план развоја плаца. 
Мултиплекс биоскоп Кубикс (СинеСтар Кубикс на Александерплацу, стилизовано Кубикс), који је отворен у новембру 2000. године, придружио се тиму биоскопа Међународног филмског фестивала у Берлину 2007. године, и приказује филмове на три своја платна.
Реновирање Centrum Робне куће је почело 2004. године. Зграда је увећана за око 25 м и од тада послује под именом Galeria Kaufhof.
Почевши од реконструкције робне куће Кауфхоф 2004. године и највеће подземне железничке станице у Берлину, неке зграде су редизајниране и изграђене нове структуре на југоисточној страни трга. Тротоари су проширени како би се смањила једна од авенија, изграђена је нова подземна гаража, а уклоњени су тунели за пешаке.
Реновирање метро станице, највеће берлинске подземне станице, било је у току од средине 1990-их и коначно је завршено у октобру 2008.
12. септембра 2007. отворен је тржни центар Алекса. Налази се у непосредној близини плаца на месту старог седишта берлинске полиције. Са 56.200 м² продајног простора, један је од највећих тржних центара у Берлину.
Иза станице Александерплац, поред биоскопа Кубикс, у непосредној близини ТВ торња,  стамбено-пословна зграда висине 30 м, Алеа 101, изграђена је између 2012. и 2014.
У јануару 2014. најављена је стамбена кула од 39 спратова коју је дизајнирао Френк Гери, али је овај пројекат стављен на чекање 2018.  Подручје плаца је највеће подручје криминала у Берлину. Од октобра 2017. је класификовано као kriminalitätsbelasteter Ort („локација контаминирана криминалом“) према Општем закону о безбедности и планирању.

## Данас и планови за будућност
Упркос реконструкцији трамвајског прелаза, трг је задржао свој социјалистички карактер, укључујући и много графитисану Фонтану пријатељства, популарно место.
Многе историјске зграде налазе се у близини Александерплаца. Традиционално седиште градске управе, "Црвена градска већница", налази се у близини, као и бивша зграда источнонемачког парламента. Ова зграда је срушена од 2006–2008. да би се направио простор за потпуну реконструкцију барокне Берлинске палате, или Stadtschloss, која би требало да буде отворена 2019.
Такође садржи хотел Парк Ин Берлин и Светски сат времена, инсталацију која непрекидно ротира и показује време широм света, Кућу путовања и Учитељски дом.
Постоје дугорочни планови за рушење хотела Парк-Ин, који ће заменити три облакодера. Нејасно је да ли ће и када овај план бити реализован, поготово што је хотелска кула тек 2005. године добила нову фасаду, а попуњеност хотела је веома добра.
Већина планираних високих облакодера вероватно никада неће бити изграђена. Неки инвеститори у тржном центру Алекса су неколико пута од 2007. године најављивали да ће своје учешће у парцели продати инвеститору заинтересованом за изградњу вишеспратнице.

## Структуре

### Фонтана пријатељства
Фонтана пријатељства  подигнута је 1970. године током редизајнирања трга и свечано отворена 7. октобра. Њен базен има пречник 23 m, висока је 6,20 m и изграђена је од рељефног бакра, стакла, керамике и емајлираног стакла. Вода избија са највише тачке, а затим се спирално слива преко 17 шкољки, од којих свака има пречник између једног и четири метра. Након поновног уједињења Немачке, потпуно је реновирана у металној уметничкој радионици.